# 曾瀞漪
曾瀞漪（1969年4月3日—），女，汉族。出生于台湾，中华人民共和国政治人物。2021年香港立法會選舉落選人。第十四届全国政协委员，所处的界别是中华全国台湾同胞联谊会。畢業於臺中女中、輔仁大學大眾傳播系，曾任TVBS新聞主播與記者。1997年加盟香港凤凰卫视，现任《金石财经》等节目的主持人。

## 合著
| 出版时间   | 书名             | 出版社         | ISBN               |
| ---------- | ---------------- | -------------- | ------------------ |
| 2010-09-01 | 《谢国忠的忠告》 | 湖南文艺出版社 | ISBN 9787540446055 |

## 外部連結
- 曾瀞漪的Facebook專頁
- 曾瀞漪的新浪微博